# Chambre de commerce et d'industrie du Cher
La chambre de commerce et d'industrie du Cher est la CCI du département du Cher. Son siège est à Bourges sur l'esplanade de l'aéroport.
Elle fait partie de la chambre de commerce et d'industrie de région Centre-val de Loire.

## Missions
À ce titre elle est un organisme chargé de représenter les intérêts des entreprises commerciales, industrielles et de service du Cher et de leur apporter certains services. C'est un établissement public qui gère en outre des équipements au profit de ces entreprises.
Comme toutes les CCI, elle est placée sous la tutelle du préfet du département représentant le ministère chargé de l'industrie et le ministère chargé des PME, du Commerce et de l'Artisanat.

### Service aux entreprises
- Centre de formalités des entreprises
- Assistance technique au commerce
- Assistance technique à l'industrie
- Assistance technique aux entreprises de service
- Point A (apprentissage)

### Gestion d'équipements
- Aéroport de Bourges

### Centres de formation
- École Hubert-Curien  ;
- École supérieure des techniques appliquées de la communication pour les métiers de la communication, du graphisme, de la publicité et du marketing ;
- Centre de formation d'apprentis du Cher ;
- Centre d'Étude de langues ;

## Pour approfondir